# Главная Московская сберегательная касса
Главная Московская сберегательная касса — здание, построенное архитектором И. А. Ивановым-Шицем в 1907 году в Москве по адресу Рахмановский переулок, дом № 3.

## История
К составлению проекта в 1902 год были привлечены на конкурсной основе трое зодчих: К. М. Быковский, А. Ф. Мейснер, И. А. Иванов-Шиц. И из всех проектов был выбран проект И. А. Иванова-Шица. Строительство велось в 1902—1907 годах.
После Октябрьской революции в здании размещалась Московская биржа труда, затем Министерство здравоохранения СССР, впоследствии Министерство здравоохранения Российской Федерации.

## Архитектура
Здание имеет П-обра́зную структуру.
В сооружении наличествует изрядное количество нарисованных декоративных деталей: лепные женские головки, орнаментальная рельефная тяга, металлическая ограда, латунные ручки входной двери, решётки каминных труб и брандмауэра на крыше.